# Kielecki Klub Lekkoatletyczny

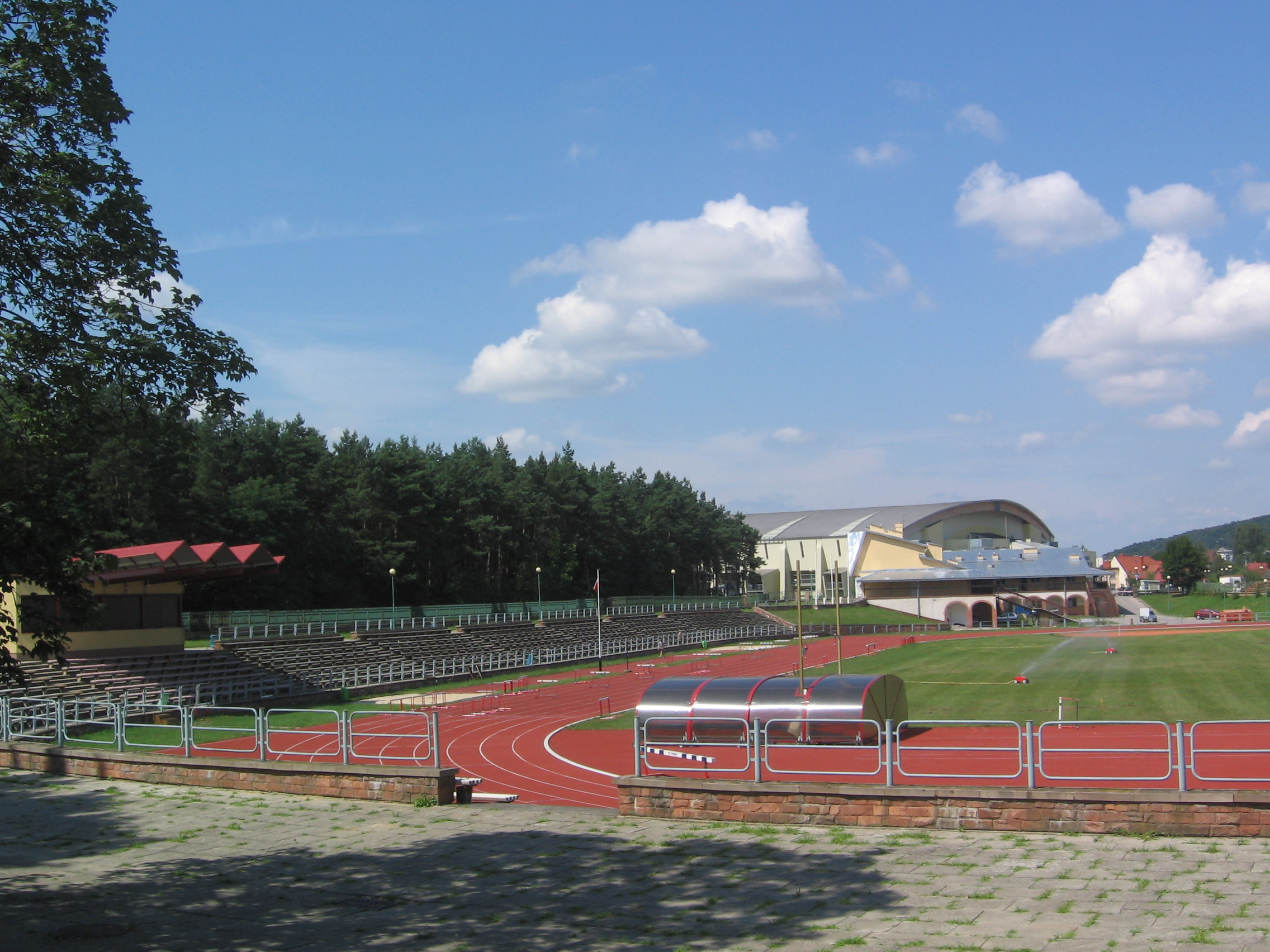
Stadion klubu

Kielecki Klub Lekkoatletyczny – polski klub lekkoatletyczny z siedzibą w Kielcach.
KKL powstał 11 grudnia 2004 i przejął tradycje i zawodników zlikwidowanego 7 grudnia klubu Budowlani Kielce. Prezesem jest Mariusz Puchała. Wśród zawodników Kieleckiego Klubu Lekkoatletycznego można wymienić m.in. Macieja Pałyszkę, Rafała Wójcika, Agnieszkę Wronę, Krzysztofa Radziszewskiego oraz Kamila Zbroszczyka.